# Delphinus delphis
Delphinus delphis, cunoscut sub numele de delfin comun este specia cu cea mai mare abundență dintre cetacee din lume, cu o populație globală de aproximativ șase milioane. În ciuda acestui fapt și a denumirii sale vernaculare, delfinul comun nu este considerat ca fiind delfinul arhetipal, acea distincție aparținând unei alte specii de delfin datorită aparițiilor sale populare în acvarii și în mass-media. Cu toate acestea, delfinul comun este adesea descris în arta și cultura greacă și romană antică, mai ales într-o pictură murală pictată de civilizația minoică greacă.
În prezent este singurul membru al genului Delphinus. Delfinul comun aparține subfamiliei Delphininae, ceea ce face ca acest delfin să fie strâns înrudit cu cele trei specii diferite de delfini cu nasul îngust, cu delfinii cu cocoașă, delfinii cu dungi, delfinii din specia Stenella longirostris, delfinii clymene, delfinii pătați, delfinii lui Fraser, delfinii tucuxi și delfinii guiana. Delfinul comun a fost inițial clasificat în două specii diferite (acum considerate a fi ecotipuri), delfinul comun cu cioc scurt și delfinul comun cu cioc lung. Cu toate acestea, dovezi recente au arătat că multe populații de delfini comuni cu cioc lung din întreaga lume nu sunt strâns legate între ele și sunt adesea derivate dintr-un strămoș cu cioc scurt și nu au întotdeauna caracteristici derivate comune. Din acest motiv, nu mai sunt considerate specii diferite. Delfinul comun trăiește și în Marea Neagră alături de alte două specii de delfin (Phocoena Phocoena, Tursiops truncatus)